# Acacia stipuligera
Acacia stipuligera är en ärtväxtart som beskrevs av Ferdinand von Mueller. Acacia stipuligera ingår i släktet akacior, och familjen ärtväxter. Inga underarter finns listade i Catalogue of Life.

## Bildgalleri

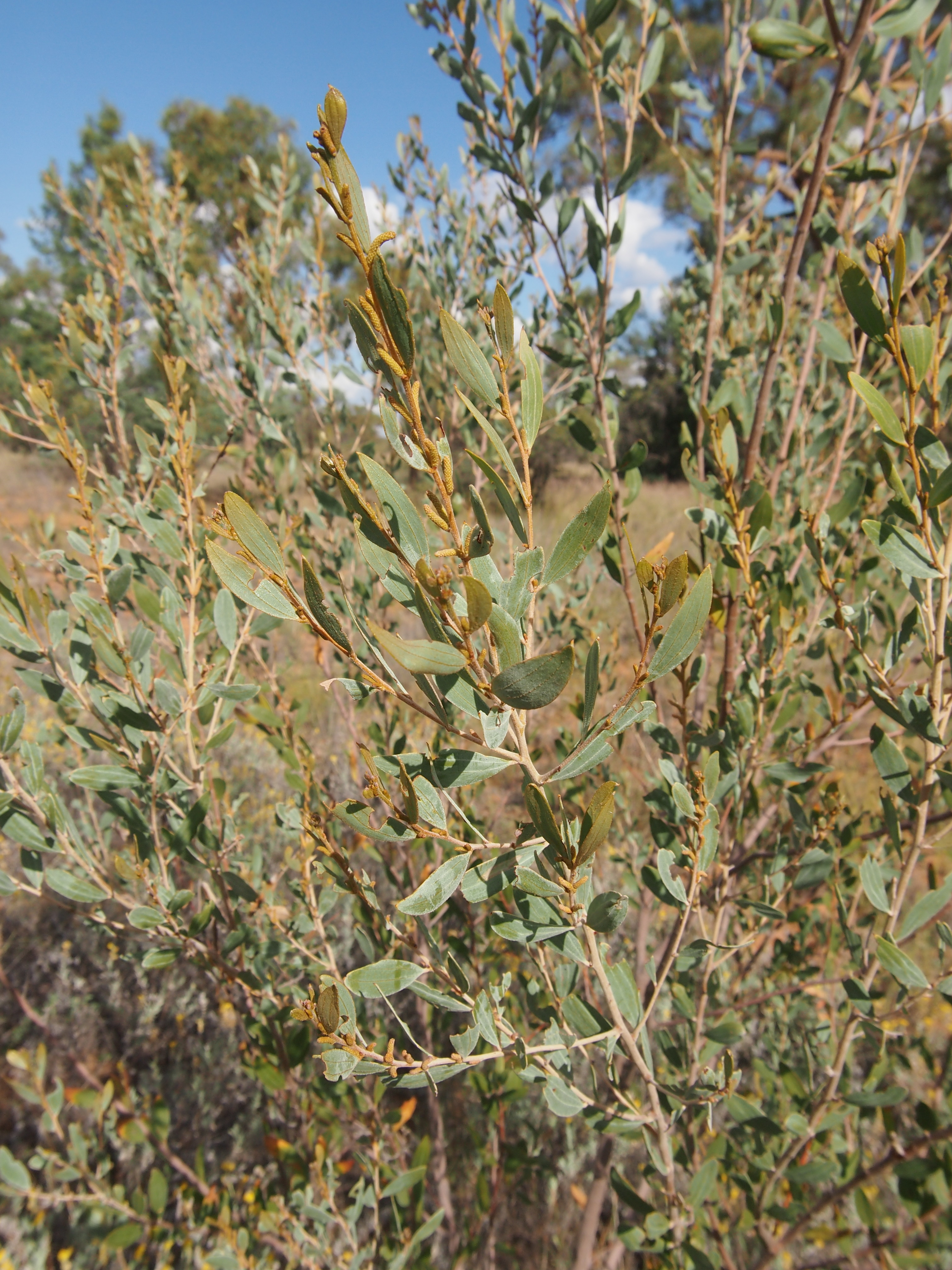
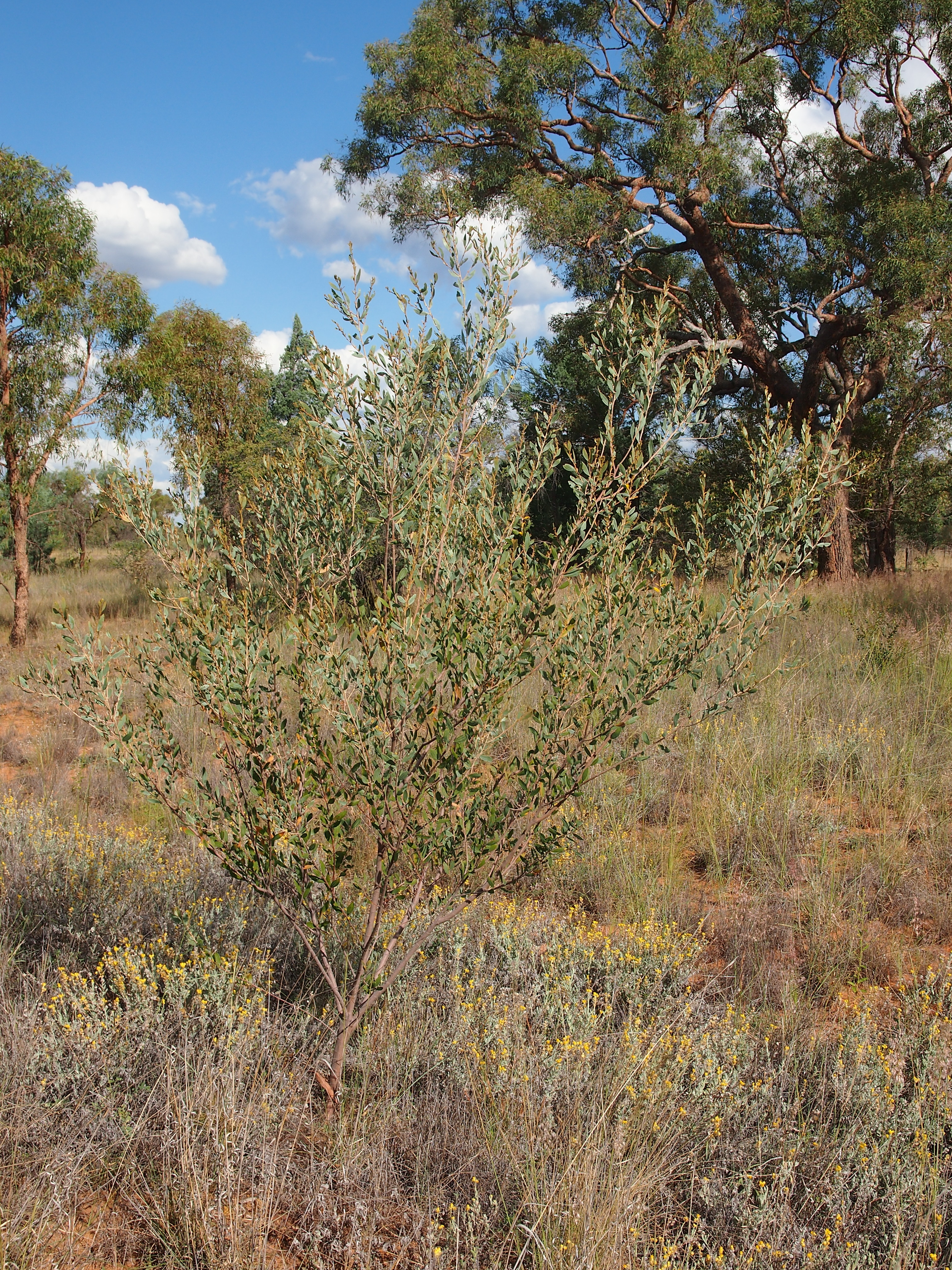